# Saulces-Champenoises
 Saulces-Champenoises  es una población y comuna francesa, en la región de Champaña-Ardenas, departamento de Ardenas, en el distrito de Vouziers y cantón de Attigny.
Está integrada en la Communauté de communes des Crêtes Préardennaises.

## Demografía
| 224 | 255 | 240 | 238 | 230 | 196 |
| Para los censos de 1962 a 1999 la población legal corresponde a la población sin duplicidades (Fuente: INSEE [Consultar]) |     |     |     |     |     |